# Powiat St. Pölten
Powiat St. Pölten (Land) (niem. Bezirk St. Pölten) – powiat w Austrii, w kraju związkowym Dolna Austria, w rejonie Mostviertel. Siedziba powiatu znajduje się w mieście St. Pölten, które do powiatu nie należy, ponieważ jest miastem statutarnym i zarazem siedzibą kraju związkowego.
1 stycznia 2017 do powiatu przyłączono sześć gmin ze zlikwidowanego powiatu Wien-Umgebung: Gablitz, Mauerbach, Pressbaum, Purkersdorf, Tullnerbach i Wolfsgraben.

## Geografia
Powiat Sankt Pölten graniczy: na północy z powiatem Tulln, na północnym zachodzie z miastem statutarnym Krems an der Donau i powiatem Krems, na środkowym zachodzie z powiatem Melk, na południowym zachodzie z powiatem Scheibbs, na południu z powiatem Lilienfeld, na zachodzie z powiatem Baden i powiatem Wien-Umgebung. Powiat otacza miasto St. Pölten.
Podłużna południowa część powiatu leży w Północnych Alpach Wapiennych, w grupie Türnitzer Alpen, nad rzeką Pielach.

## Podział administracyjny
Powiat podzielony jest na 45 gmin, w tym sześć gmin miejskich (Stadt), 25 gmin targowych (Marktgemeinde) oraz 14 gmin wiejskich (Gemeinde).
| Miasta 1. Herzogenburg (7936) 2. Neulengbach (8609) 3. Pressbaum (7863) 4. Purkersdorf (9944) 5. Traismauer (6474) 6. Wilhelmsburg (6461) Gminy targowe 1. Altlengbach (3181) 2. Asperhofen (2369) 3. Böheimkirchen (5132) 4. Eichgraben (4803) 5. Frankenfels (1913) 6. Gablitz (5014) 7. Hafnerbach (1707) 8. Hofstetten-Grünau (2725) 9. Kapelln (1358) 10. Karlstetten (2262) 11. Kirchberg an der Pielach (3195) 12. Kirchstetten (2272) 13. Maria Anzbach (3290) 14. Markersdorf-Haindorf (2021) 15. Mauerbach (3590) 16. Michelbach (860) 17. Neidling (1468) 18. Nußdorf ob der Traisen (1907) 19. Ober-Grafendorf (4772) 20. Obritzberg-Rust (2355) 21. Prinzersdorf (1675) 22. Pyhra (3653) 23. Rabenstein an der Pielach (2514) 24. Tullnerbach (2983) 25. Wölbling (2499) | Gminy 1. Brand-Laaben (1260) 2. Gerersdorf (1069) 3. Haunoldstein (1228) 4. Inzersdorf-Getzersdorf (1701) 5. Kasten bei Böheimkirchen (1436) 6. Loich (557) 7. Neustift-Innermanzing (1593) 8. Perschling (1519) 9. Schwarzenbach an der Pielach (354) 10. Statzendorf (1422) 11. St. Margarethen an der Sierning (1057) 12. Stössing (848) 13. Weinburg (1380) 14. Wolfsgraben (1789) |
| (stan liczby mieszkańców 1 stycznia 2023) | |

## Transport
Ważniejsze drogi i linie kolejowe skupiają się w okolicach Sankt Pölten. Przez powiat przebiegają: autostrada A1 i A21, droga ekspresowa S33, drogi krajowe: B1 (Wiener Straße, z B1a), B19 (Hainfelder Straße), B20 (Mariazeller Straße), B29 (Manker Straße), B39 (Pielachtal Straße) i B43 (Traismaurer Straße).
Głównymi liniami kolejowymi są: Wiedeń - Linz, St. Pölten - Mariazell i Krems an der Donau - St. Pölten.

## Zmiany administracyjne
- 1 grudnia 2015
  - zmiana nazwy gminy Weißenkirchen an der Perschling na Perschling
- 1 stycznia 2017
  - przyłączenie gmin miejskich: Pressbaum i Purkersdorf; gmin targowych: Gablitz, Mauerbach i Tullnerbach oraz gminy wiejskiej Wolfsgraben ze zlikwidowanego powiatu Wien-Umgebung